# اماندا هارليك
اماندا هارليك هي مستشارة إبداعية وكاتبة بريطانية لها علاقة طويلة مع مصممين مثل جون جاليانو وكارل لاغرفيلد. تم اختيارها في قائمة المشاهير الدولية لأفضل الملابس في عام 1997. ولدت أماندا جين جريف عام 1958 في شمال لندن., نشأت في ريجنت بارك. تلقت تعليمها في مدرسة ساوث هامستيد الثانوية وكلية مارلبورو قبل أن تدرس اللغة الإنجليزية في كلية سومرفيل، وتخصصت في أعمال هنري جيمس في جامعة أكسفورد.

## المشوار المهني
عملت مع جون جاليانو خلال سنوات عمله كمصمم أزياء مستقل. عندما انضم غاليانو إلى ديور في عام 1996، انضمت إلى كارل لاغرفيلد في شانيل. تعمل أيضًا كمستشارة في فيندي.
لقد تعاونت في كتابين - Palazzo و Sicily - وأعربت عن رغبتها في كتابة المزيد في المستقبل.
في نوفمبر 2011، ظهرت في فيلم كارل لاغرفيلد «حكاية جنية» وفيلم «رياضة بنات» لباتريشيا مازوي. في ديسمبر 2011، قامت بتنسيق معرض «السعادة» برعاية كروج في الأكاديمية الملكية للفنون ، لندن. جمع المعرض أموالاً لمدارس الأكاديمية الملكية للفنون، من أعمال فنية تبرع بها مشاهير. ظهرت في عام 2013 في فيلم لكارل لاغرفيلد «حدث ذات مرة» وفيلم «دعوة خطيرة» ل فيندي.